# ایلیاریو
ایلیاریو (پرتغالی: Hilário؛ زادهٔ ۱۹ مارس ۱۹۳۹) بازیکن و مربی فوتبال اهل پرتغال بود.
از باشگاه‌هایی که در آن بازی کرده‌است می‌توان به باشگاه فوتبال اسپورتینگ اشاره کرد.
وی همچنین در تیم ملی فوتبال پرتغال بازی کرده‌است.